# Panasonic Lumix DMC-FZ20

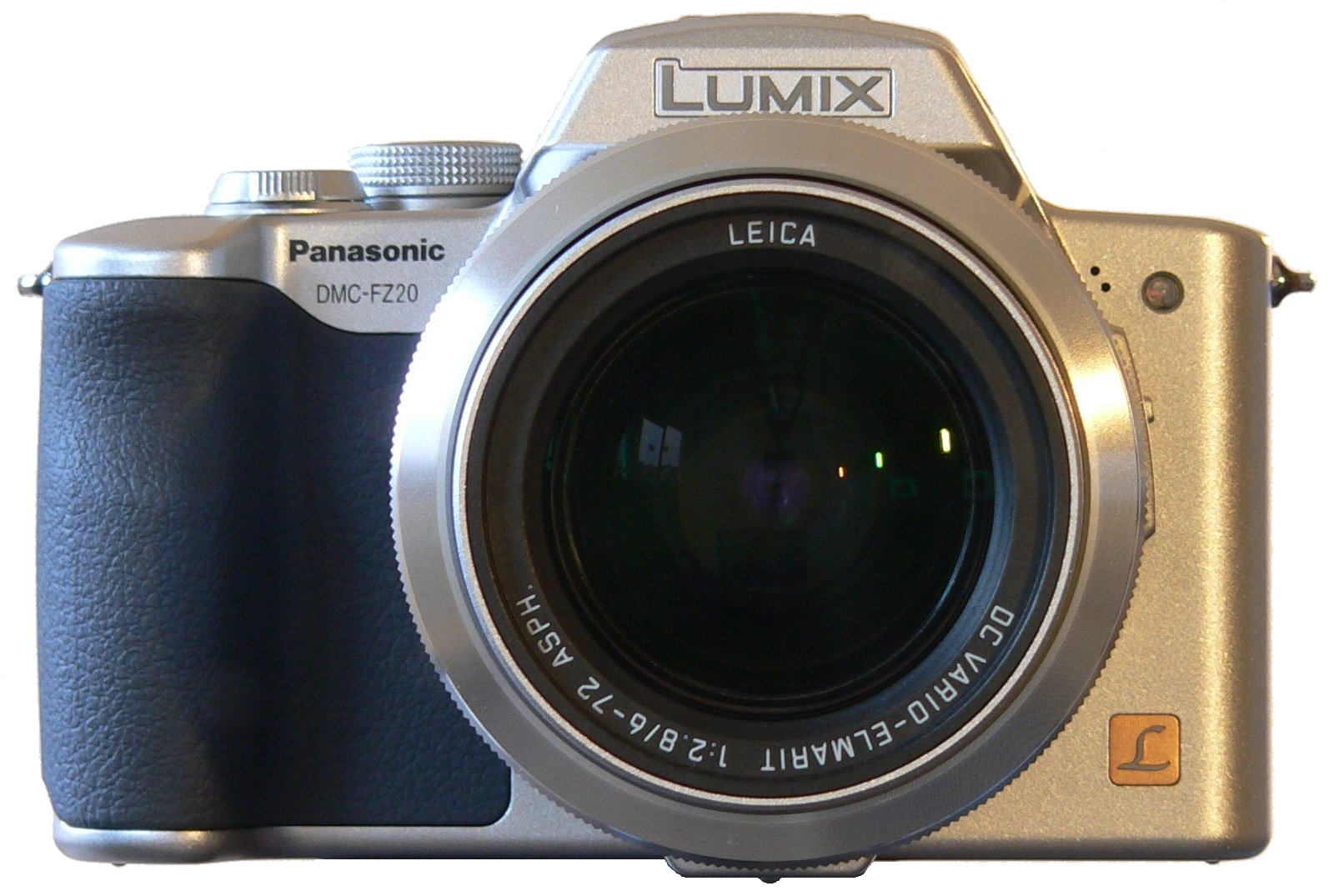
Panasonic Lumix DMC-FZ20

Die Panasonic Lumix DMC-FZ20 ist eine Digitalkamera mit Superzoomobjektiv, die in die Gruppe der Bridgekameras einzuordnen ist. Die wichtigsten technischen Eigenschaften sind der 5 Megapixel-Sensor, das 12-fach Leica-Zoomobjektiv mit einer Brennweite von 36 mm bis 432 mm (entsprechend Kleinbild) und das Bildstabilisierungs-System MEGA O.I.S., eine Panasonic-Entwicklung. Die Panasonic Lumix DMC-FZ20 gibt es seit September 2004. Die durchgehende Lichtstärke von 2,8 über den gesamten Zoombereich ist ein bis Anfang 2011 von anderen Modellen unerreichter Wert.

## Ausstattung

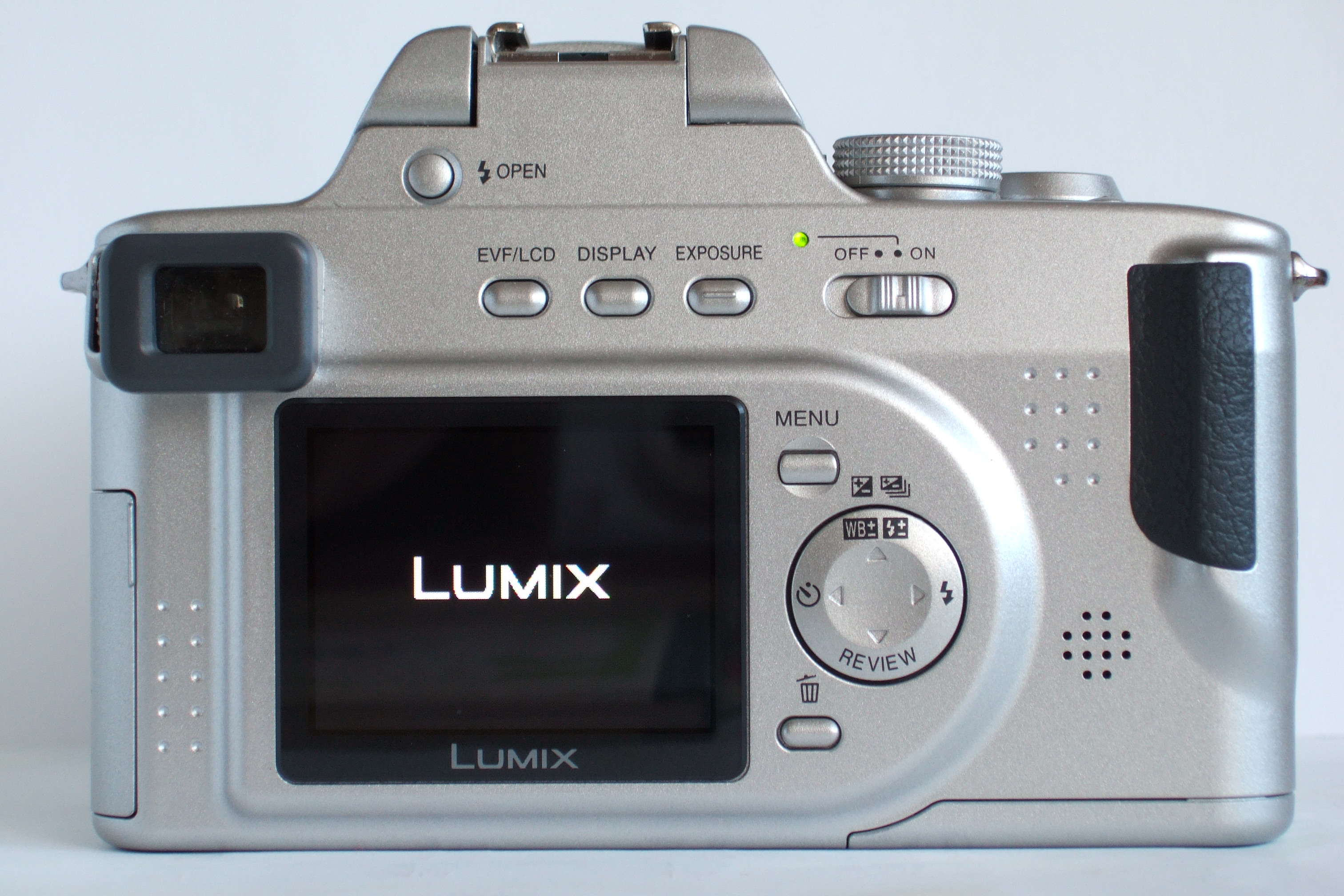
Rückansicht der Lumix FZ20

Die Panasonic Lumix DMC-FZ20 ist mit einem 12-fach Leica-Zoomobjektiv „Leica DC Vario-Elmarit“ mit einer Brennweite von 36 mm bis 432 mm (umgerechnet auf Kleinbild von 35 mm) ausgestattet. Dieses bietet durchgehend bis 432 mm Brennweite eine Lichtstärke von 1:2.8. Aufgenommen werden die Bilder auf einem 1/2,5" RGB-CCD-Sensor mit einer maximalen Auflösung von 2560 × 1920 Bildpunkten (Pixeln). Die Bildverarbeitung erfolgt mit einem „Venus-Engine-II“-Prozessor. Verwacklungen vor allem bei großen Brennweiten sollen durch das Bildstabilisierungs-System „MEGA O.I.S.“ (Optical Image Stabilizer) verhindert werden. Diese Bildstabilisierung besteht aus Sensoren, die die Kamerabewegungen analysieren und einer Linsengruppe im Objektiv, die diesen Bewegungen entgegengesetzt verschoben wird und diese damit kompensiert. Die Bilder werden auf SD- (Secure Digital)- oder MMC (MultiMediaCard) Speicherkarten mit einer maximalen Speicherkapazität von zwei Gigabyte (GB) im JPEG oder TIFF-Format aufgezeichnet. Die Kamera besitzt einen elektronischen Sucher mit 114.000 Pixeln und ein 2-Zoll-Display mit 130.000 Pixeln.

## Bedienung

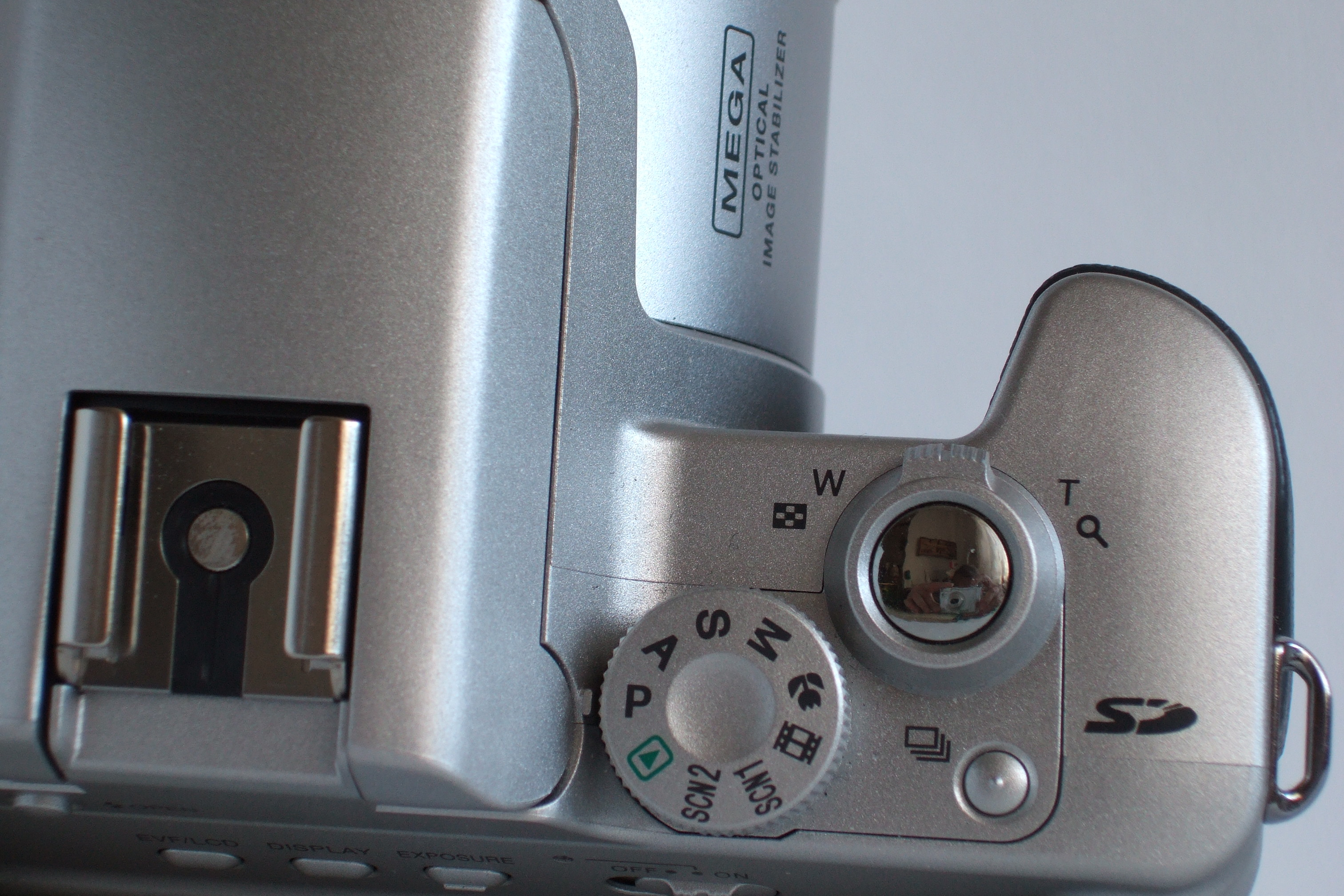
Bedienelemente (Modus-Wahlrad) und Blitzschuh

Die Panasonic Lumix DMC-FZ20 bietet sowohl Automatik-Modus und Motiv-Programme (Porträt, Sport/Action, Landschaft, Nachtlandschaft, Mitzieh-Effekt, Porträt bei Nacht, Feuerwerk, Party, Schnee), als auch volle manuelle Kontrolle. Diese manuelle Kontrolle umfasst unter anderem die Wahl von Blende und Belichtungszeit (zwischen 8 und 1/2000 Sekunden), das manuelle Scharfstellen (Fokussierung), die Lichtempfindlichkeit (ISO-Wert) und den manuellen Weißabgleich. Zur Einstellung des Belichtungsprogrammes werden ein Moduswahlrad an der Oberseite und für Blende und Belichtungszeit die Exposure-Taste und die Pfeiltasten an der Kamerarückseite verwendet. Die manuelle Fokussierung erfolgt über einen Fokussierring am Objektiv. Dabei wird ein Bildausschnitt in der Mitte des Bildes für einige Sekunden vergrößert dargestellt, um das Scharfstellen zu erleichtern.

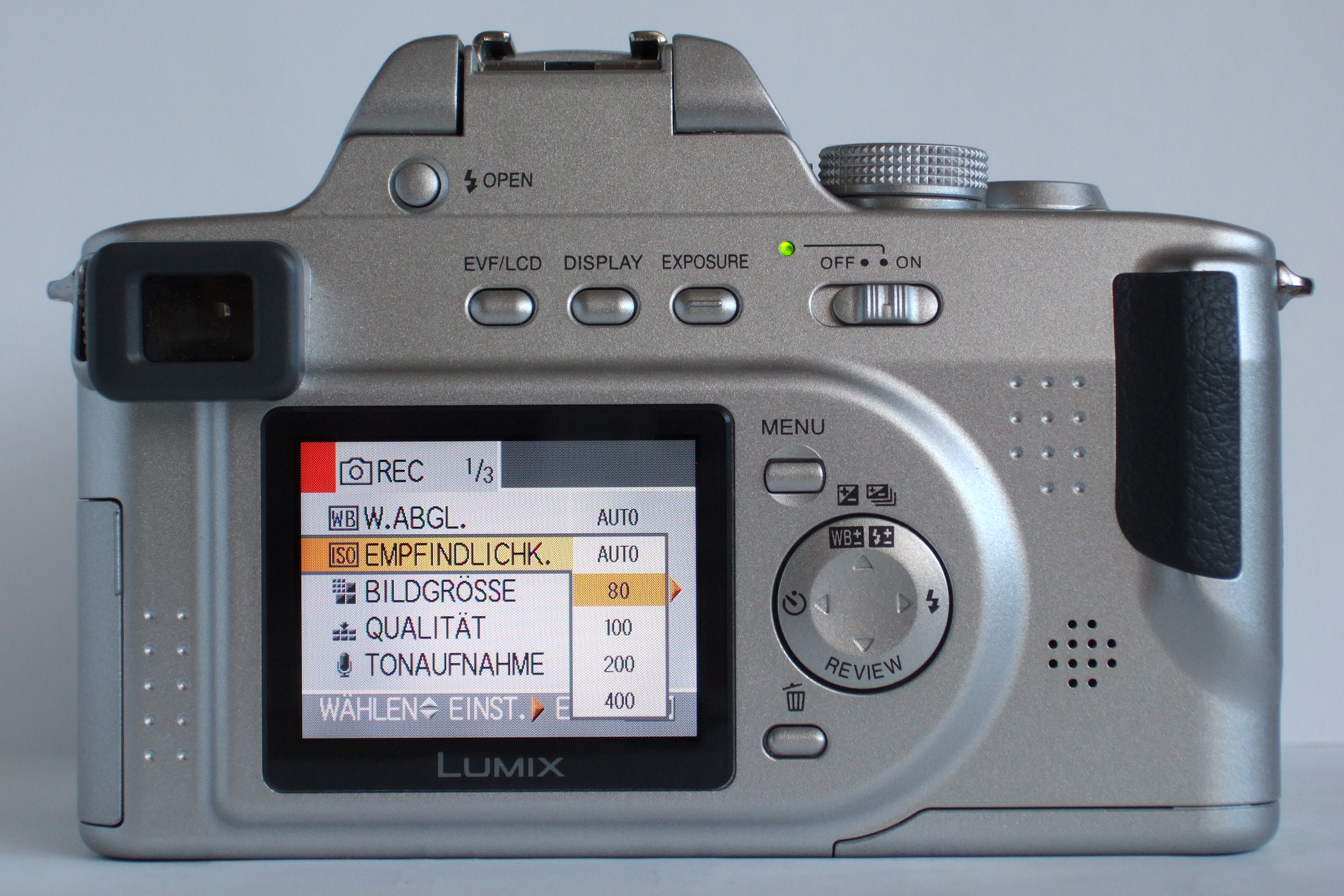
Rückseite der FZ20 mit Menü (Bsp.)

Der manuelle Weißabgleich ist über das Menü möglich. Weiterhin ist die Belichtungssteuerung auch über Halbautomatiken, wie Blenden- oder Verschlusszeitpriorität möglich. Die Belichtungsmessung erfolgt dabei über variable Mehrfeld- bzw. mittenbetonte Integral- oder Spotmessung. Zur automatischen Fokussierung stehen die Methoden über 1-, 3- oder 9-Felder bzw. Spot zur Verfügung. Weiterhin besitzt die Kamera die Funktionen für eine Belichtungsreihe, eine Wiedergabelupe mit 2-, 4-, 8- oder 16-facher Vergrößerung und eine Bedienhilfe am unteren Display-Rand, bei der die aktuell möglichen Bedien-Funktionen eingeblendet werden.

## Bildqualität
Der Panasonic Lumix DMC-FZ20 werden in Testberichten für eine 5-Megapixel-Digitalkamera gute Auflösungswerte bescheinigt. Diese betragen bei Lichtempfindlichkeit ISO 100 in der Bildmitte 830 bis 910 Linienpaare pro Bildhöhe, in Abhängigkeit von der Brennweite. Andere Quellen geben die Auflösung in Linien pro Bildhöhe mit 1380 an. In den Ecken und bei höheren ISO-Werten fallen diese Werte naturgemäß geringer aus.
Ein Kritikpunkt ist das Bildrauschen der Kamera bei ISO 200 und besonders bei ISO 400. Bei ISO 80 ist es akzeptabel und beträgt 24,0 dB S/N, und bei ISO 400 ist es 12,9 dB S/N. Zum Vergleich dazu beträgt der Rauschwert bei ISO 400 von digitalen Spiegelreflexkameras etwa zwischen 35 und 55 dB S/N. Die Verzeichnung ist im Weitwinkelbereich deutlich sichtbar tonnenförmig und wird als Zugeständnis an den großen Brennweitenbereich und die Lichtstärke gesehen. Diese nimmt mit zunehmender Brennweite ab und ist ab einer Brennweite von 100 mm gering. Die Vignettierung ist sichtbar, wird aber ebenfalls auf die Lichtstärke des Objektivs zurückgeführt. Eine Besonderheit stellt die Kamera-interne Reduktion von chromatischer Aberration dar. Durch Algorithmen bei der Signalaufbereitung wird dieser Effekt stark reduziert.
Die Wirksamkeit der Bildstabilisierung kann nicht direkt gemessen werden. Vom Hersteller und in Testberichten werden für die Wirksamkeit zwei bis drei Stufen längere Belichtungszeiten angegeben. Das bedeutet, dass ohne Bildstabilisator im Weitwinkelbereich eine Belichtungszeit von mindestens zwischen 1/40 und 1/30 Sekunde notwendig wäre. (Die Faustformel dafür besagt, dass die längste Belichtungszeit in Sekunden in etwa dem Kehrwert der Brennweite in Millimetern entspricht.) Mit Bildstabilisator sind im Weitwinkelbereich also noch verwacklungsfreie Aufnahmen bei Belichtungszeiten von 1/8 bis 1/6 Sekunden möglich.

## Zubehör

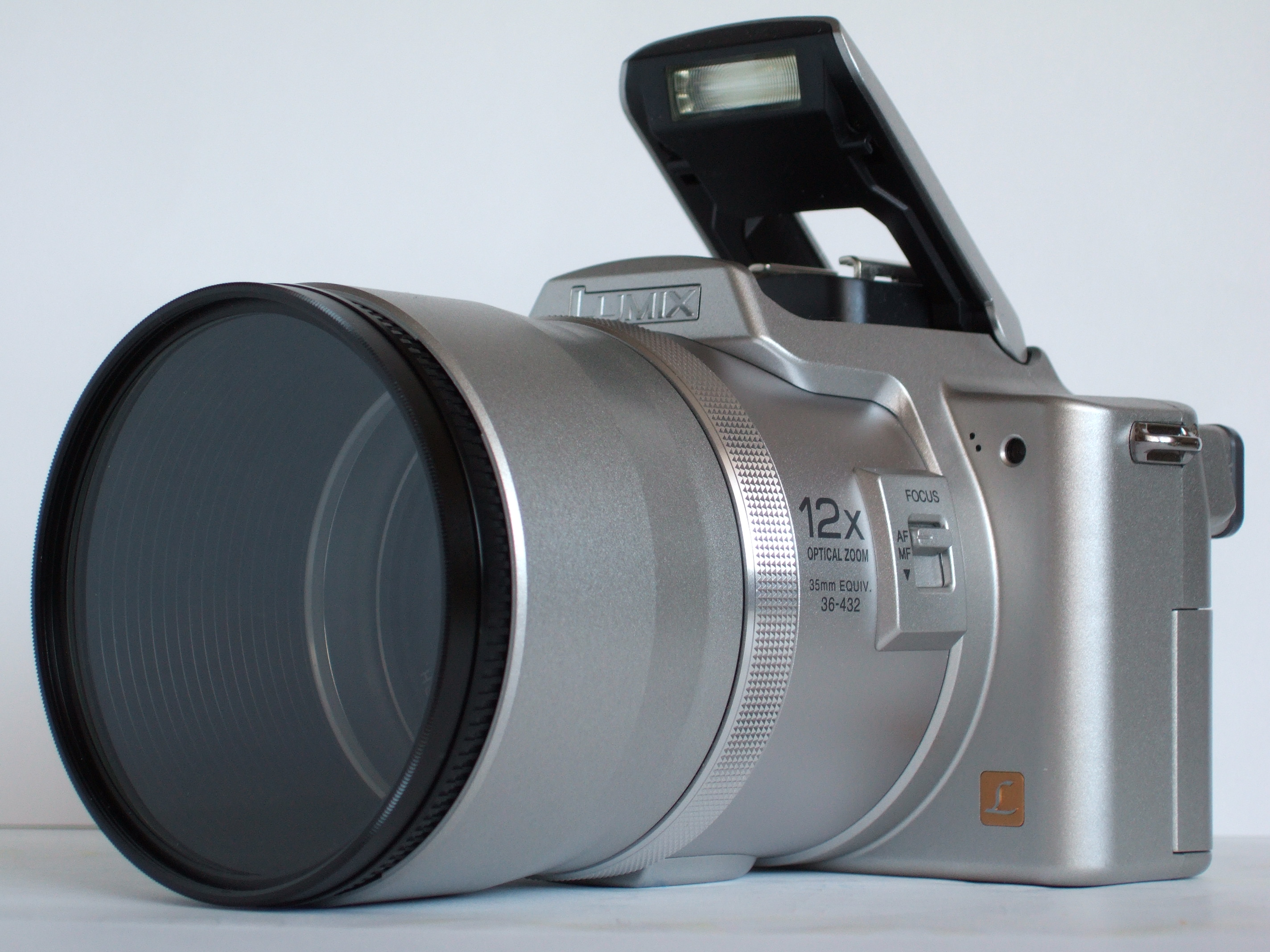
FZ20 mit Sonnenblenden-Adapter und 72-mm-UV-Filter

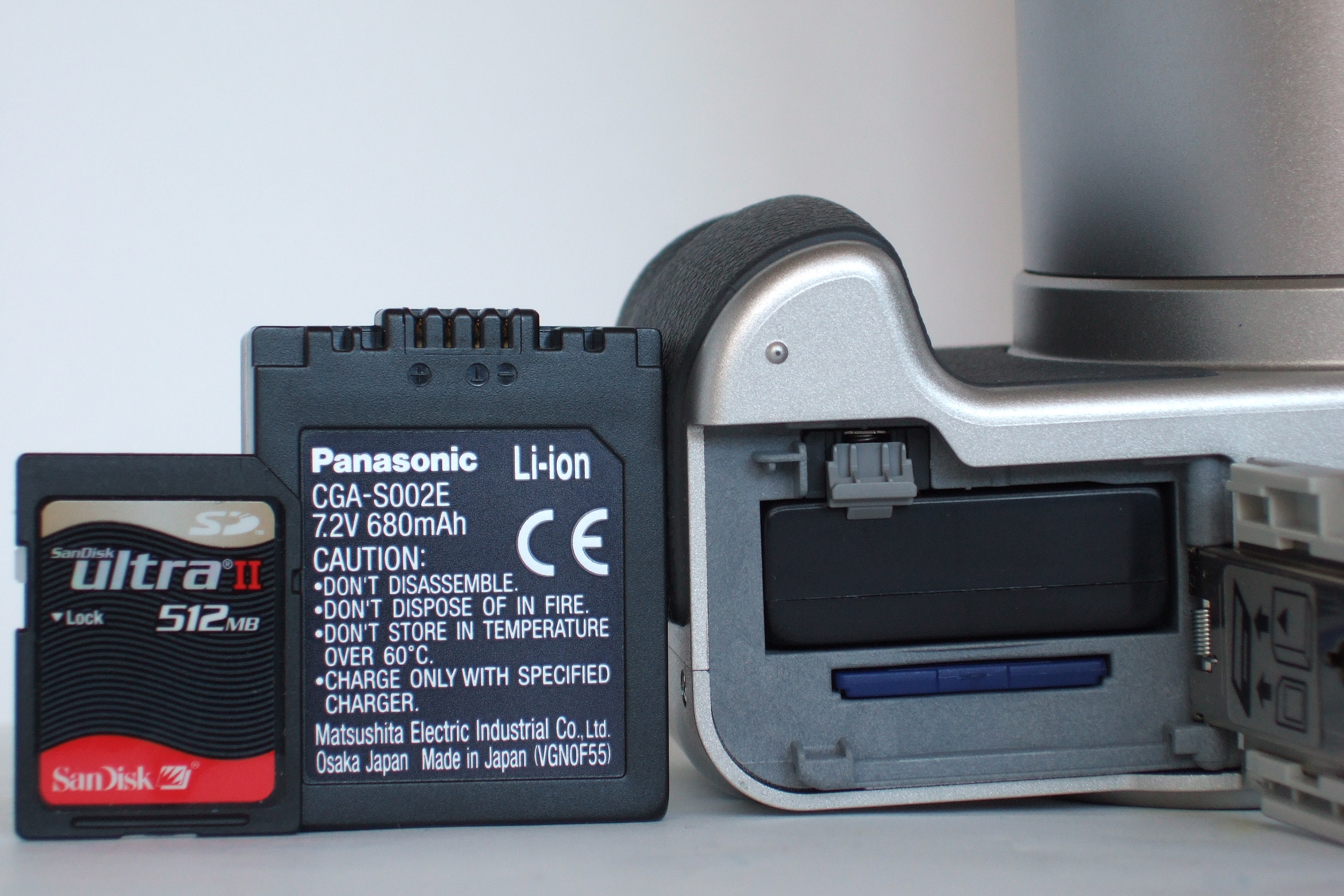
Batterie-Fach und Speicherkarten-Slot der FZ20

Für die Panasonic Lumix DMC-FZ20 gibt es optional Weitwinkel-Konverter (mit Faktor 0,8) und einen Telekonverter (Faktor 1,5) sowie ein Blitzgerät. Weiterhin können über den mitgelieferten Sonnenblende-Adapter Filter mit einem Filtergewindedurchmesser von 72 mm angeschlossen werden.

## Technische Daten des Herstellers
| Daten                           | Detail                                                             |
| ------------------------------- | ------------------------------------------------------------------ |
| Objektiv                        | Leica DC Vario-Elmarit (13 Elemente / 8 Gruppen)                   |
| Lichtstärke                     | F2.8 (W-T)                                                         |
| Filterdurchmesser               | 72 mm                                                              |
| Bildstabilisator                | OIS: optischer Bildstabilisator (2 Modi)                           |
| Zoom optisch/digital            | 12× optischer Zoom / 4× Digitalzoom                                |
| Brennweite                      | f=6,0-72,0 mm (entsprechend Kleinbild 35 mm: 36–432 mm)            |
| Fokus                           | Auto / Makro / manueller Fokusring                                 |
| Fokusbereich                    | normal: 30 cm bis unendlich, Makro / A / S / M: 5 cm bis unendlich |
| Autofokus-Mehrfeldmessung       | 1-/ 3-/ 9-Feld; Spot                                               |
| Lichtempfindlichkeit (ISO)      | Auto / ISO 80 / 100 / 200 / 400                                    |
| CCD-Sensor / Pixel total        | 1/2,5 Zoll, 5,36 Mio. Pixel, Primärfarbenfilter                    |
| Pixel effektiv                  | 5,0 Megapixel                                                      |
| Blende                          | F2.8–F8                                                            |
| Belichtungsmessung              | variable Mehrfeld-/ Mittenbetont-/ Spotmessung                     |
| Belichtungszeit                 | 8–1/2000 (Sek.)                                                    |
| Bild-Einstellung                | Kontrast, Schärfe, Sättigung, Rauschunterdrückung                  |
| Belichtungsprogramme (AE)       | Programm AE; P / A / S / M; 9 Motivprogramme                       |
| Belichtungskorrektur            | 1/3-EV-Schritte, -2 bis +2 EV                                      |
| Belichtungsreihe                | ±1/3-EV bis 1-EV-Schritte, 3 Bilder                                |
| Weißabgleich                    | Auto / Tageslicht / Wolken / Halogen / Blitz / manuell             |
| Selbstauslöser                  | 10 Sek. / 2 Sek.                                                   |
| Bildformat                      | 4:3 / 16:9                                                         |
| Bildgröße Foto 4:3 (Pixel)      | max. 2560 × 1920, 6 Abstufungen                                    |
| Bildgröße Foto 16:9 (Pixel)     | 1920 × 1080                                                        |
| Komprimierung                   | TIFF, JPEG: Fine / Standard (DPOF kompatibel)                      |
| Automatische Fotokontrolle      | 1 Sek. / 3 Sek. / Zoom                                             |
| Vergrößerungskontrolle          | 1× / 4× / 8×                                                       |
| Auflösung Video 4:3 (Pixel)     | Quick Time Motion JPEG, 320 × 240 Pixel (30 Bilder / Sek.)         |
| Farbeffekte                     | Kalt, Warm, Schwarz-Weiß, Sepia                                    |
| Serienbilder                    | max. 3 Bilder/Sek., max. 7 Bilder (Standard)                       |
| Unlimited-Serienbilder          | bis zur max. Speicherkartengröße                                   |
| eingebauter Blitz               | automatisch, Einstellungen (u. a. rote Augen)                      |
| externer Blitzanschluss         | aktiver Blitzschuh                                                 |
| LC-Display (Größe/Pixel)        | 2,0-Zoll-TFT (130.000 Pixel); Bildfeld ca. 100 %                   |
| Sucher                          | elektr. Farbsucher 0,33 Zoll(114.000 Pixel)                        |
| Stromversorgung                 | Li-Ion-Akku (7,2 V, 680 mAh)                                       |
| Max. Batteriekapazität (LCD)    | 240 Fotos (ca./ CIPA-Standard)                                     |
| Max. Batteriekapazität (Sucher) | 70 Fotos (ca.)                                                     |
| Speichermedium                  | SD Memory Card, MultiMedia Card                                    |
| Gewicht                         | ca. 520 g (556 g mit SD Memory Card und Akku)                      |
| Abmessungen (B × H × T)         | 12,8 × 8,7 × 10,6 (cm)                                             |
| Farbe                           | silber oder schwarz                                                |

Quelle:

## Sonstiges
Die Panasonic Lumix DMC-FZ20 ist die Nachfolgerin der Digitalkamera Panasonic Lumix DMC-FZ10 (4 Megapixel), die im Februar 2004 auf den deutschen Markt kam. Als Nachfolgerinnen der Lumix FZ20 gibt es seit September 2005 die Panasonic Lumix DMC-FZ30 (8 Megapixel), seit September 2006 die Panasonic Lumix DMC-FZ50 (10 Megapixel), seit August 2007 die Panasonic Lumix DMC-FZ18 (8,3 Megapixel, 18-fach-Zoomobjektiv, 28 bis 504 mm entspr. KB) und seit August 2008 die Panasonic Lumix DMC-FZ28 (10 Megapixel, 18-fach-Zoom 27 bis 486 mm).